# Municipio de Valley (condado de Guthrie)
El municipio de Valley (en inglés: Valley Township) es un municipio ubicado en el condado de Guthrie en el estado estadounidense de Iowa. En el año 2010 tenía una población de 1823 habitantes y una densidad poblacional de 21,37 personas por km².

## Geografía
El municipio de Valley se encuentra ubicado en las coordenadas 41°38′50″N 94°27′30″O / 41.64722, -94.45833. Según la Oficina del Censo de los Estados Unidos, el municipio tiene una superficie total de 85.29 km², de la cual 85.29 km² corresponden a tierra firme y (0%) 0 km² es agua.

## Demografía
Según el censo de 2010, había 1823 personas residiendo en el municipio de Valley. La densidad de población era de 21,37 hab./km². De los 1823 habitantes, el municipio de Valley estaba compuesto por el 96.43% blancos, el 0.16% eran afroamericanos, el 0.33% eran amerindios, el 0.27% eran asiáticos, el 0.11% eran isleños del Pacífico, el 1.92% eran de otras razas y el 0.77% pertenecían a dos o más razas. Del total de la población el 3.07% eran hispanos o latinos de cualquier raza.